# Rhyssemus blackburnei
Rhyssemus blackburnei är en skalbaggsart som beskrevs av Clouet 1901. Rhyssemus blackburnei ingår i släktet Rhyssemus och familjen Aphodiidae. Inga underarter finns listade i Catalogue of Life.